# مدرسة الأمينية

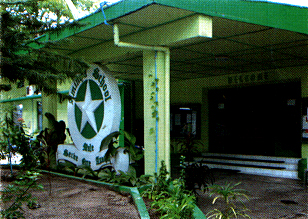
المدرسة الأمينية ، ماليه، جزر المالديف

مدرسة الأمينية هي مدرسة ابتدائية وثانوية في العاصمة المالديفة ماليه، وهي أول مدرسة ثانوية للبنات في المالديف. تأسست عام 1944م.